# Estadio San Carlos de Apoquindo
Das Estadio San Carlos de Apoquindo (deutsch Stadion San Carlos de Apoquindo), aus Sponsoringgründen auch als Claro Arena bekannt, war ein Fußballstadion im nordöstlichen Stadtteil Las Condes der chilenischen Hauptstadt Santiago de Chile. Es war die Heimspielstätte und Eigentum des Fußballvereins Club Deportivo Universidad Católica im namensgebenden Stadtviertel San Carlos de Apoquindo. Es wurde am 4. September 1988 eröffnet und fasste 20.249 Zuschauer auf Sitzplätzen.
Das Stadion war Austragungsort eines Finales der Copa Interamericana sowie anderer Veranstaltungen wie der Copa Libertadores, der Copa Sudamericana und der Copa Mercosur. An diesem Veranstaltungsort wurden Primera División und Pokale ausgetragen, hauptsächlich zugunsten der Universidad Católica. Das Stadion war auch Gastgeber der Chilenische Fußballnationalmannschaft in fünf Spielen der Fußball-Weltmeisterschaft 2022/Qualifikation.

## Geschichte

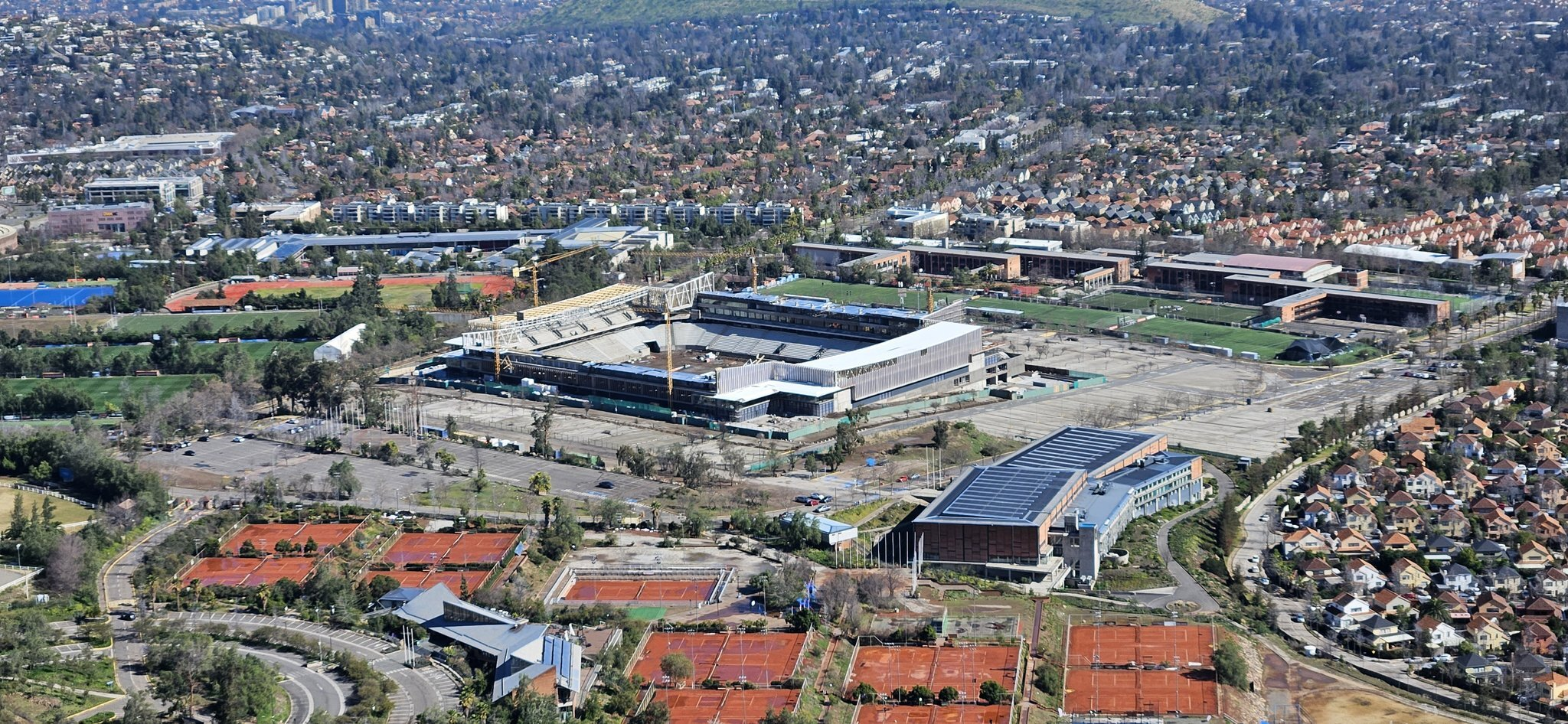
Das Bild zeigt das Stadion während der Renovierung im Jahr 2024 und einen Teil des Sportkomplexes San Carlos de Apoquindo.

Zu verschiedenen Zeiten verfügte, Universidad Católica über vier Stadien: Estadio Universidad Católica, gelegen im Sektor Maestranza und Marcoleta; Campos de Sports de Ñuñoa, das bereits eine lange Geschichte im chilenischen Sport hatte; Estadio Independencia, in der gleichnamigen Gemeinde Santiago gelegen und am 12. Oktober 1945 eingeweiht; und San Carlos de Apoquindo, das am 4. September 1988 seine Pforten öffnete. Das Fußballstadion war nicht der gesamte Komplex, das Stadion beherbergte auch Rugby, Leichtathletik und einige andere Sportplätze. Die bisher höchste Zuschauerzahl für ein Fußballspiel in San Carlos de Apoquindo beträgt 20.936, bei einem 0:0-Unentschieden zwischen Universidad Católica und Cobreloa am 1. November 1992.
Auf dem Rasen von San Carlos de Apoquindo hat die Universidad Católica verschiedene Trophäen gewonnen. Zum Beispiel in der Primera División in den Saisons 2002 (Apertura-Turnier), 2010, 2016 (Clausura-Turnier), 2019 (Saison, in der die Mannschaft den Pokal zu Hause erhielt, ohne die letzten Spiele aufgrund der sozialer Ausbruch dieses Jahres) und 2020.
San Carlos de Apoquindo wusste auch über internationale Wettbewerbe Bescheid. 1994 traf Católica im Finale der Copa Interamericana auf Saprissa aus Costa Rica und gewann mit einem Gesamtscore von 6:4 (3:1 zugunsten jeder Mannschaft in den Hin- und Rückspielen, und 2:0 in der Verlängerung des Rachespiels). In diesem letzten Spiel war das Tor von Juvenal Olmos entscheidend, um die Verlängerung zu erzwingen, als die letzten Minuten der regulären Spielzeit gespielt wurden.
Zwischen 2022 und 2025 wurde das Stadion umgebaut. Derzeit verfügt es über eine Kapazität von 20.249 bequem sitzenden Zuschauern. Es gab Verbesserungen im Presse- und Umkleidebereich. Es wurden weitere Suiten und Boxen installiert. Darüber hinaus wurde der Veranstaltungsort aus Sponsoringgründen in Claro Arena umbenannt. Es ist jedoch weiterhin als San Carlos de Apoquindo-Stadion bekannt.

## Konzerte

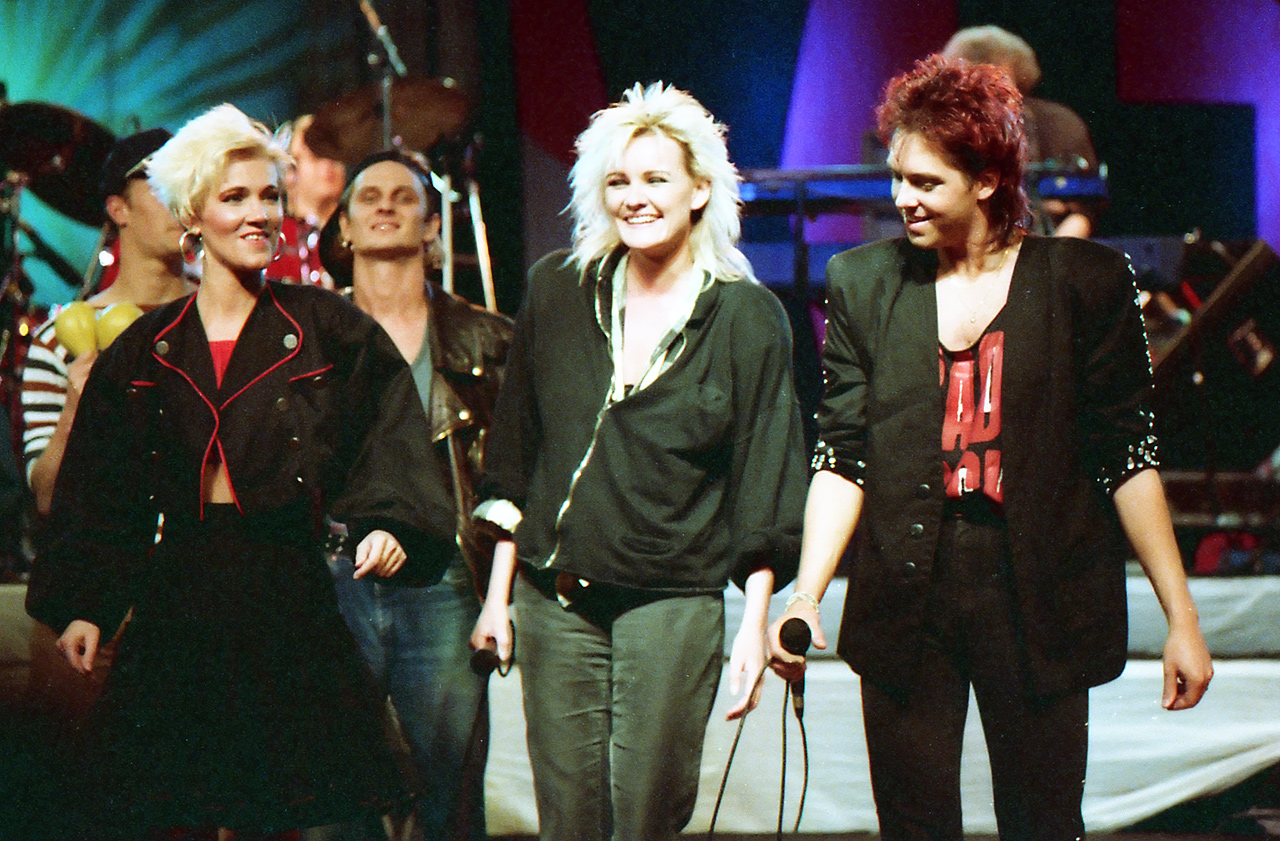
Roxette, fotografiert mit Eva Dahlgren im Jahr 1987, erreichte im San Carlos de Apoquindo einen Rekord von 45.000 Zuschauern im Jahr 1992.

Im Stadion fanden Konzerte berühmter Künstler aus vielen verschiedenen Genres statt. Die Anzahl der Konzerte, die im selben Jahr in San Carlos aufgeführt wurden, ist in Klammern angegeben.
- 1989: UB40[11]
- 1991: Luciano Pavarotti[12]
- 1992: Roxette,[10] Luis Miguel
- 1993: Simply Red,[13] Pat Metheny[14]
- 1994: INXS,[15] Sting,[16] James Taylor, Eros Ramazzotti, Whitney Houston[17]
- 1995: Phil Collins (3)
- 1997: Luis Miguel (2)[18]
- 1998: Oasis,[19] Andrea Bocelli
- 1999: Luis Miguel
- 2002: Chayanne
- 2003: Miguel Bosé, Luis Miguel
- 2004: The Chemical Brothers, The Mars Volta, PJ Harvey, Morrissey, Gustavo Cerati, Blondie[20]
- 2005: Gufi,[21] Avril Lavigne,[22] Mudhoney (2), Pearl Jam (2)[23]
- 2006: La Oreja de Van Gogh, Ian Brown, The Bravery, The Rasmus, The Black Eyed Peas[24]
- 2007: La Oreja de Van Gogh, Tom Jones,[25] Lucybell, Placebo, Björk[26]
- 2008: Journey, Peter Frampton, Earth, Wind & Fire, Rod Stewart,[27] Queen + Paul Rodgers[28]
- 2021: Los Jaivas,[29] Los Tres, Javiera y los Imposibles, David Lebón
- 2025: Lionel Richie, Ricky Martin,[30] Rod Stewart, Miranda!,[31] Los Fabulosos Cadillacs,[32] Christopher Cross,[33] Toto[33]

Neben einigen der bereits erwähnten Künstler traten auch andere Künstler im alten Veranstaltungszentrum auf, das an das Stadion angeschlossen war. Dazu gehören Lisa Stansfield, Camilo Sesto und Air Supply.